# Mario Mavrin
Mario Mavrin istaknuti je hrvatski jazz glazbenik, bas-gitarist i kontrabasist, rođen 1949. godine u Zagrebu.

## Životopis
Glazbom se počeo baviti vrlo rano, a pohađao je nižu i srednju muzičku školu "Vatroslav Lisinski" gdje je učio svirati violinu. Nakon toga uči svirati bubnjeve, kontrabas i bas-gitaru. Postaje članom orkestra Stjepana Mihaljinca, a 1969. godine nastupa po Africi u orkestru Karla Metikoša. Bio je član raznih zagrebačkih ansambla zabavne glazbe i vanjski suradnik Plesnog orkestra RTV Zagreb (pod ravnateljstvom Miljenka Prohaske).
Dugogodišnju suradnju s Boškom Petrovićem u sastavu BP Convention ostvaruje početkom 1970-ih godina, a 1972. godine postaje članom zagrebačkog rock sastava Time s kojim objavljuje i njihov prvi istoimeni album. Kao član ansambla Boška Petrovića surađuje s brojnim jazz izvođačima kao što su Zagrebački solisti, Rucner Quartet, Peter Soave, Zagrebačka filharmonija i Michel Legrand. Također nastupa na renomiranim svjetskim i europskim jazz festivalima surađujući s glasovitim jazzistima poput Erniea Wilkinsa, Arta Farmera, Clarka Terryja, Sala Nistica, Giannija Bassa, Tootsa Thielemansa, Philipa Catherinea, Alvina Queena, Martina Drewa, Duška Gojkovića, Lewa Soloffa, Alberta Mangelsdorffa, Johnnyja Griffina, Helen Merrill, Kristiana Schultzea, Carlosa Wernecka, Petera Appleyarda, Garyja Burtona, Michela Legranda, Royja Brinkera i drugih.
Pojavljuje se na brojnim samostalnim i festivalskim koncertima te diskografskim izdanjima, a neka od njih su Blue Sunset (1975.), With Pain I Was Born (1977.), Stabilisation Blues (1982.), Zagreb Jazz Fair' i Springtime Jazz Fever. Sredinom 1990-ih svira u triju klavirista Johna Lewisa s bubnjarom Martinom Drewom. Godine 1987. sa zagrebačkim gitaristom Damirom Dičićem objavljuje LP pod nazivom Out of the Past. Nakon toga svira i snimao sa skupinom Jazzbina, vibrafoniste Igora Lešnika. Uz sviranje bavi se i tonskom režijom, a kao ton majstor u svojstvu vanjskog suradnika godinama surađuje s Koncertnom dvoranom Vatroslav Lisinski, Kazalištem Komedija i drugim.
Hrvatska glazbena unija (HGU), 1997. i 1998. godine, dodijelila mu je nagradu Status za najboljeg basistu na hrvatskoj jazz sceni.

## Ostalo
- "Polagana predaja" - glazbenik (sa Žanom Jakopač, Tinom Ostreš, Jurom Novoselić, Ivanom Kapec, Nevenom Mijač, Davorom Rocco i gudačkim kvartetom Rucner) (2001.)